# Se te olvidó
Se te olvidó è un singolo della cantautrice spagnola Ana Mena e del disc jockey statunitense Deorro, pubblicato il 13 novembre 2019 dall'etichetta Sony Music España.

## Descrizione
Il brano, scritto da entrambi gli artisti con Antonio Barullo, José Luis de la Peña Mira, Mario Cáceres, Maria José Fernández, Yasmil Marrufo e King Swifft, è prodotto da Bruno Nicolás Fernández, in arte Dabruk, Mario Cáceres e Yasmil Marrufo.

## Video musicale
Il video musicale, diretto da Pablo H. Smith, è stato pubblicato in concomitanza all'uscita del brano attraverso il canale YouTube della cantautrice.

## Tracce
Testi e musiche di Ana Mena Rojas, Erick Orrosquieta, Antonio Barullo, José Luis de la Peña Mira, Mario Cáceres, Maria José Fernández, Yasmil Marrufo e King Swifft.
1. Se te olvidó – 2:39

## Formazione
Musicisti
- Ana Mena Rojas – voce
- Erick "Deorro" Orrosquieta – voce

Produzione
- Bruno Nicolás Fernández (Dabruk) – produzione
- Felipe Guevara – missaggio
- Lewiss Pickett – masterizzazione
- Mario Cáceres – produzione
- Yasmil Marrufo – produzione